# Danzón
El danzón és un ball lent i romàntic (desplaçat posteriorment pel bolero) en què els balladors han de saber presentar-se davant de la parella, marcar cada quatre compassos i respectar l'estructura del ball.
Neix a Cuba al final del segle xix i el primer tema compost per a aquest ball ha estat atribuït a Miguel Failde i s'estrenà a Matanzas amb el nom de "Las alturas de Simpson" (1879). José Urfé es va acreditar, durant la primera dècada del segle xx, com a creador de l'estructura més coneguda del danzón, incloent-hi les parts cantades. L'atractiva sonoritat de cornetí i la cadència de la melodia convertí aquest ritme en l'atracció social de l'època.
L'èxit el portà fins a Mèxic, i al final dels anys 20 diversos músics van treballar en la seua renovació. Com a ball lent i romàntic, acabà cedint el lloc al bolero.